# Tour de San Luis 2008
La 2ª edición del Tour de San Luis fue disputada entre el 22 y el 27 de enero de 2008.
Perteneció al UCI America Tour dentro de la categoría 2.2, siendo ésta la última edición en dicha categoría ya que para 2009 ascendió a 2.1.
El recorrido fue de casi 660 km y contó con un prólogo y 5 etapas, siendo la 4.ª la "etapa reina" con llegada en el Mirador del Potrero. 
El ganador de la clasificación general fue Martín Garrido quién se vistió de líder en el prólogo y tras ganar la contrarreloj afianzó el liderato. 

## Etapas
| Etapa   | Fecha       | Recorrido                    | km         | Ganador             | Líder          |
| Prólogo | 22 de enero | San Luis-San Luis            | 3,6        | Martín Garrido      | Martín Garrido |
| 1.ª     | 23 de enero | San Luis-Villa Mercedes      | 168,4      | Juan José Haedo     | Martín Garrido |
| 2.ª     | 24 de enero | La Toma-Merlo                | 168,7      | Maximiliano Richeze | Martín Garrido |
| 3.ª     | 25 de enero | San Luis-San Luis            | 19,8 (CRI) | Martín Garrido      | Martín Garrido |
| 4.ª     | 26 de enero | San Luis-Mirador del Potrero | 132,3      | Carlos José Ochoa   | Martín Garrido |
| 5.ª     | 27 de enero | San Luis-San Luis            | 166        | Juan José Haedo     | Martín Garrido |

## Clasificaciones finales

### Clasificación general
| Posición | Ciclista              | Equipo                                          | Tiempo      |
| -------- | --------------------- | ----------------------------------------------- | ----------- |
|          | Martín Garrido        | Palmeiras Resort-Tavira                         | 15h 31' 21" |
| 2        | Gerardo Fernández     | San Luis                                        | + 1' 06"    |
| 3        | Jorge Giacinti        | Scott-Marcondes César-São José dos Campos       | + 1' 09"    |
| 4        | José Serpa            | Serramenti PVC Diquigiovanni-Androni Giocattoli | + 1' 10"    |
| 5        | Magno Nazaret         | Scott-Marcondes César-São José dos Campos       | + 1' 11"    |
| 6        | Gastón Agüero         | Entre Ríos-Esco Telefónicos                     | + 1' 22"    |
| 7        | Manuele Boaro         | Zalf-Fior                                       | + 1' 24"    |
| 8        | Gabriel Brizuela      | San Luis                                        | + 1' 28"    |
| 9        | David Blanco          | Palmeiras Resort-Tavira                         | + 1' 46"    |
| 10       | Carlos José Ochoa     | Serramenti PVC Diquigiovanni-Androni Giocattoli | + 1' 51"    |
| 11       | Marco Arriagada       | Selección de Chile                              | + 2' 05"    |
| 12       | Sergio Godoy          | Selección de Argentina                          | + 2' 17"    |
| 13       | Guillermo Brunetta    | San Luis                                        | + 2' 21"    |
| 14       | Fränk Schleck         | Team CSC-Saxo Bank                              | + 2' 28"    |
| 15       | Alex Diniz            | Scott-Marcondes César-São José dos Campos       | + 2' 34"    |
| 16       | Aníbal Borrajo        | Colavita-Sutter Home                            | + 2' 46"    |
| 17       | David Cañada          | Saunier Duval-Scott                             | + 2' 50"    |
| 18       | Juan Esteban Curuchet | San Luis                                        | + 2' 51"    |
| 19       | Daniel Oss            | Zalf-Fior                                       | + 2' 58"    |
| 20       | Darío Díaz            | San Luis                                        | + 3' 01"    |

### Clasificación de los sprints
| Posición | Ciclista      | Equipo                 | Puntos |
| -------- | ------------- | ---------------------- | ------ |
|          | Mauro Richeze | Selección de Argentina | 8      |
| 2        | Walter Pérez  | San Luis               | 6      |
| 3        | Daniel Oss    | Zalf-Fior              | 3      |

### Clasificación de la montaña
| Posición | Ciclista          | Equipo                                          | Puntos |
| -------- | ----------------- | ----------------------------------------------- | ------ |
|          | Carlos José Ochoa | Serramenti PVC Diquigiovanni-Androni Giocattoli | 10     |
| 2        | Gabriel Richard   | Tres de Febrero                                 | 8      |
| 3        | Beñat Intxausti   | Saunier Duval-Scott                             | 8      |

### Clasificación por equipos
| Posición | Equipo                                          | Tiempo      |
| -------- | ----------------------------------------------- | ----------- |
|          | San Luis                                        | 46h 37' 50" |
| 2        | Scott-Marcondes César-São José dos Campos       | + 16"       |
| 3        | Palmeiras Resort-Tavira                         | + 1' 20"    |
| 4        | Serramenti PVC Diquigiovanni-Androni Giocattoli | + 1' 51"    |
| 5        | Colavita-Sutter Home                            | + 4' 43"    |